# Irlando-Canadiens
 (mai 2015).
Si vous disposez d'ouvrages ou d'articles de référence ou si vous connaissez des sites web de qualité traitant du thème abordé ici, merci de compléter l'article en donnant les références utiles à sa vérifiabilité et en les liant à la section « Notes et références ».
Les Irlando-Canadiens sont des citoyens du Canada se réclamant d'ascendance irlandaise. Un total de 4,5 millions de Canadiens (soit 13 % de la population totale) se déclare d'origine irlandaise.

## Histoire
L'histoire des Irlandais au Canada est longue et riche, et date de plusieurs siècles. La première présence irlandaise documentée au Canada date de 1536, lorsque des pêcheurs irlandais de Cork se rendirent à Terre-Neuve.
Suivant l'établissement permanent d'Irlandais (principalement originaires du comté de Waterford) à Terre-Neuve au début des années 1800, l'immigration irlandaise au Canada s'est accrue vers 1820. Des projets d'immigration subventionnés amenèrent des fermiers irlandais (dont beaucoup originaires du comté de Cork) et leur famille dans le but de peupler les terres sauvages du Haut-Canada (aujourd'hui l'Ontario).
Toutefois, la grande majorité des Irlandais arrivèrent au Canada pendant et après la Grande Famine dans le milieu du XIXe siècle. Durant cette période, le Canada était la destination des Irlandais les plus pauvres et démunis. Ceci était principalement dû au fait que le prix du trajet vers le Canada était beaucoup plus bas que ceux vers les États-Unis, l'Australie et la Nouvelle-Zélande.
Plusieurs immigrants irlandais se rendant au Haut-Canada arrivèrent à Grosse Île, une île au Bas-Canada (aujourd'hui le Québec). Cette île était alors le centre de la quarantaine obligatoire pour tous les nouveaux arrivants. Des milliers d'Irlandais et Irlandaises furent soignés dans l'hôpital (équipé pour moins de cent personnes) durant l'été de 1847 ; de plus, plusieurs bateaux qui se rendirent jusqu'à Grosse-Île avaient perdu la plus grande partie de leurs passagers et de leur équipage en chemin, et encore plus moururent en quarantaine. La plupart des enfants orphelins, parce qu'étant de religion catholique, furent recueillis par des familles franco-canadiennes, et adoptèrent en grande partie leur langue et leur culture tout en conservant leur nom de famille.
C'est pour cette raison qu'un certain nombre de familles québécoises portent des noms typiquement irlandais (Harrisson, Johnson, etc.). Plusieurs autres continuèrent pour se rendre au Canada-Ouest (jadis le Haut-Canada, aujourd'hui l'Ontario).
Contrairement aux Irlandais qui fuirent la famine aux États-Unis ou au Royaume-Uni, les Irlando-Canadiens s'établirent principalement dans des milieux ruraux et non dans les villes, mais il y avait beaucoup d'exceptions (surtout au Québec et au Nouveau-Brunswick ; voir plus bas pour plus d'informations). Les Irlando-Canadiens durent faire face à du racisme et des persécutions, créés autant par les raids de la Fraternité républicaine irlandaise sur les postes militaires britanniques au Canada (alors appelé l'Amérique du Nord britannique) lancés depuis les États-Unis, que des sentiments anti-irlandais bien ancrés parmi les Britanniques et, de façon plus générale, des Canadiens protestants. Bien que la communauté Irlando-Canadienne condamnait largement les attaques sur l'armée britannique dans l'espoir d'un nouveau pays paisible, plusieurs étaient déchirés entre la loyauté à leur nouvelle patrie et la mémoire d'un règne britannique sévère en Irlande. En 1868, un Irlando-Canadien éminent, Thomas D'Arcy McGee, fut assassiné à Ottawa. On accusa à l'époque un Fenian, Patrick J. Whelan, d'avoir commis le meurtre à cause des déclarations anti-raid de McGee (même si McGee avait fui l'Irlande pour échapper à un mandat d'arrêt pour avoir aidé dans la révolte de 1848 à Tipperary, ainsi que pour avoir édité un journal nationaliste nommé Nation). Ceci fut subséquemment remis en doute, plusieurs croyant que Whelan avait été faussement accusé pour servir de bouc émissaire.
Après la Confédération, les Irlandais catholiques subirent de la discrimination à plusieurs reprises principalement à cause de leur religion, plutôt que leur origine. Ceci était surtout vrai dans les villes principalement protestantes de l'Ontario, déjà bien établi, excepté à Ottawa.

### Les Irlandais et les Canadiens français auXIXesiècle
Il y eut peu d’unité entre les Irlandais catholiques et les Canadiens français au XIXe siècle. Ceux-ci pensaient que leur intégrité culturelle serait menacée par l’arrivée en masse des Irlandais, dont bon nombre parlaient l’anglais. Dans les années 1830, les Irlandais catholiques avaient été éloignés des Patriotes canadiens. Le radicalisme catholique irlandais des premières années s'est évanoui peu à peu dans les centres urbains grâce à l'influence de la bourgeoisie irlandaise et du clergé. Dans les années 1860, la recherche d'une cause commune avaient été oubliés. Les conflits entre Canadiens français et Irlandais furent relativement rares sur le marché du travail dans les grandes villes du Québec, mais les conflits furent violents dans les forêts et les chantiers.
L'Église catholique aurait pu unir les Irlandais catholiques et les Canadiens français, mais la hiérarchie ecclésiastique était entièrement canadienne-française et ne voulait pas céder le pouvoir. Il n’y eut que peu de mariages mixtes entre Canadiens français et Irlandais catholiques sauf dans les régions où les Irlandais formaient une infime minorité.

### Langue et culture
La plupart des irlandais qui arrivèrent au Canada (ainsi qu'aux Ėtats Unis) au XIXe siècle ou d'avant parlaient le gaélique irlandais comme langue maternelle. C'était une langue étroitement liée à une culture traditionnelle. Ces irlandais s'adaptèrent en grande partie aux domaines anglophones ou francophones, mais certains de leurs descendants continuent de cultiver la langue ancestrale, surtout en Ontario.

### Québec
Après le désastre de Grosse Île (voir ci-haut), beaucoup d'enfants irlandais se retrouvèrent orphelins dans un pays inconnu. Ces enfants furent adoptés principalement par des francophones du Bas-Canada. La majorité réussirent à conserver leurs noms de famille irlandais. Aujourd'hui, bien des Québécois ont un nom d'origine irlandaise (Riel qui vient de l'irlandais Reilly ou encore Caissie qui vient de l'irlandais Casey). En effet, les Irlando-Canadiens sont le deuxième groupe ethnique dans la province après les Franco-Canadiens, et certains estiment que jusqu'à 40 pour cent des Québécois francophones ont des ancêtres Irlandais. Le défilé de la Saint Patrick à Montréal est le plus vieux en Amérique du Nord, et attire des foules de plus de 600 000 personnes.

### Nouveau-Brunswick

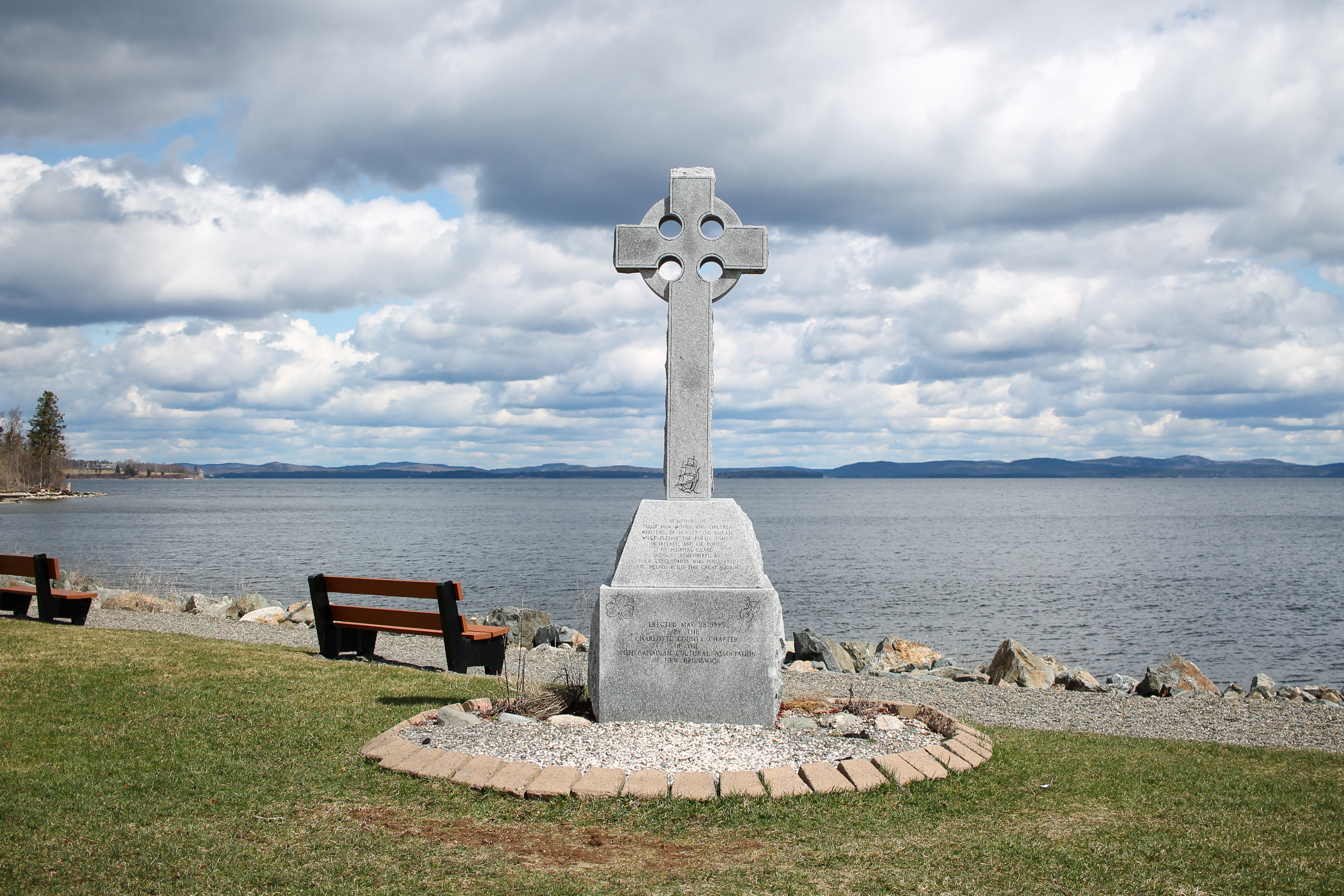
Mémorial aux morts de la famine irlandaise à Saint-Andrews, au Nouveau-Brunswick.

La vallée de la rivière Miramichi accueillit une immigration irlandaise significative dans les années précédant la Grande Famine. Ces colons étaient généralement plus à l'aise financièrement et plus éduqués que les arrivants plus tardifs, qui immigrèrent par désespoir. Bien qu'arrivant après les Écossais et les Acadiens, ils se taillèrent une place dans le nouveau pays, se mariant avec les Écossais catholiques et, dans une moindre mesure, avec des Acadiens. Les premiers immigrants irlandais s'installèrent autour du Miramichi parce qu'il était facile d'accès, avec les navires transportant du bois qui s'arrêtaient en Irlande avant de retourner à Chatham et Newcastle, et aussi à cause des opportunités économiques, surtout dans l'industrie du bois d'œuvre.
Longtemps une colonie exportatrice de bois d'œuvre, le Nouveau-Brunswick devint la destination de milliers de réfugiés irlandais fuyant la Grande Famine au milieu du XIXe siècle : en effet, les navires transportant le bois, revenant vides à la colonie, étaient un moyen bon marché de traverser l'Océan Atlantique. Des hôpitaux de quarantaine était localisés sur des îles à l'entrée des deux ports majeurs de la colonie, Saint-Jean (Partridge Island) et Chatham-Newcastle (Middle Island). Plusieurs y trouvèrent la mort. Les quelques survivants s'installèrent sur des terres d'agriculture marginales dans la vallée de la rivière Miramichi, ainsi que dans les vallées des rivières Saint-Jean et Kennebecasis ; toutefois, l'agriculture était difficile dans ces régions, ce qui poussa plusieurs familles immigrantes à se déplacer vers les villes majeures de la colonie, ou à Portland, dans l'État du Maine, ou encore à Boston.
Saint-Jean et Chatham accueillirent toutes deux un grand nombre d'immigrants irlandais, transformant la nature et le caractère des deux villes. Aujourd'hui, Chatham, faisant partie de la ville fusionnée de Miramichi, continue d'avoir un grand festival irlandais annuel. En effet, Chatham est toujours l'une des communautés les plus irlandaises d'Amérique du Nord.
Il y avait un bon nombre de hameaux le long de la frontière du Nouveau-Brunswick et du Maine dans la première moitié du XXe siècle où les habitants parlaient le gaélique irlandais d'habitude. Dans certains endroits on le parlait jusqu'au XXe siècle. Le recensement de 1901, le seul qui posa une question concernant la langue principale des personnes interrogées, révéla qu'il y avait plusieurs personnes et familles qui parlaient l'irlandais encore.

### Île-du-Prince-Édouard
Pendant des années, l'Île-du-Prince-Édouard fut divisée entre les catholiques irlandais et les protestants britanniques. Dans la deuxième moitié du XXe siècle, toutefois, ce sectarisme diminua, et disparut finalement à la suite de deux événements : premièrement, les commissions scolaires irlandaise et protestante furent fusionnées en une seule, laïque ; deuxièmement, la coutume qui faisait élire deux députés pour chaque circonscription provinciale (un catholique et un protestant) fut abolie.

### Terre-Neuve
Contrairement aux Irlandais en Ontario, les catholiques irlandais terre-neuviens s'installèrent dans les villes (principalement Saint-Jean), tandis que les protestants britanniques s'installèrent dans de petites communautés de pêcheurs. Avec le temps, les catholiques irlandais devinrent plus riches que leurs voisins protestants, ce qui poussa les terre-neuviens protestants à se joindre à l'Ordre d'Orange. En 1903 sir William Coaker fonda le Fisherman's Protective Union (FPU), un parti politique de gauche presque exclusivement protestant, dans le Orange Lodge de Herring Neck. De plus, durant le mandat du gouvernement de commission (1934 à 1949), le Orange Lodge était l'une des seules organisations "démocratiques" existantes dans le Dominion de Terre-Neuve. Après que le Dominion se fut effondré en 1934, le territoire redevint une colonie britannique. En 1948 un référendum fut tenu à Terre-Neuve pour déterminer la direction de la colonie. Les Irlandais, catholiques, appuyaient l'indépendance terre-neuvienne, mais les protestants prônaient plutôt que la colonie intègre le Canada. À la suite de ce référendum, Terre-Neuve devint une province canadienne par 52 % contre 48 %. La disparition de l'industrie de pêche à la morue de la côte est dans les années 1990 causa de nombreux protestants s'installèrent à Saint-Jean, et les principaux problèmes marquèrent plus une opposition campagnes contre villes qu'une opposition religieuse.
Les noms de famille d'origine irlandaise sont courants à Terre-Neuve : Walsh, Power, Murphy, Ryan, Whelan, Phelan, O'Brien, Kelly, Hanton, Neville, Bambrick, Halley, Dillon, Byrne et Fitzgerald. Les noms de lieux irlandais sont moins répandus, la plupart des lieux de l'ile ayant déjà reçus des noms par les premiers explorateurs français et anglais. Néanmoins, des noms comme Ballyhack, Cappahayden, Kilbride, St. Bride's, Port Kirwan et Kibereen témoignent tous d'antécédents irlandais.
En plus de leurs noms traditionnels, les Irlandais importèrent aussi avec eux leur langue maternelle. La partie est de Terre-Neuve est l'un des rares endroits hors de l'Irlande où la langue irlandaise fut parlée par une majorité de la population comme langue principale. Terre-Neuve est le seul endroit hors de l'Europe qui possède son propre nom distinct en Irlandais, Talamh an Éisc.

## Démographie
Les statistiques suivantes viennent du recensement canadien de 2001. 
| Province/Territoire       | Population Irlando-Canadienne |
| ------------------------- | ----------------------------- |
| Terre-Neuve-et-Labrador   | 100 260                       |
| Île-du-Prince-Édouard     | 37 175                        |
| Nouvelle-Écosse           | 178 590                       |
| Nouveau-Brunswick         | 135 830                       |
| Québec                    | 291 545                       |
| Ontario                   | 1 761 280                     |
| Manitoba                  | 143 999                       |
| Saskatchewan              | 139 200                       |
| Alberta                   | 461 065                       |
| Colombie-Britannique      | 562 895                       |
| Yukon                     | 5 455                         |
| Territoires du Nord-Ouest | 4 470                         |
| Nunavut                   | 945                           |
| Canada                    | 3 822 660                     |

## The Irish Benevolent Society
En 1877, il y eut un changement historique dans les relations entre protestants et catholiques Irlando-Canadiens à London, Ontario. Ce fut la fondation de l'Irish Benevolent Society (français : La Société de bienfaisance irlandaise), une confrérie d'Irlandais et Irlandaises autant catholiques que protestants. La société faisait la promotion de la culture irlando-canadienne, mais il était interdit aux membres de discuter de politique irlandaise pendant les réunions. Ce compagnonnage d'Irlandais de toutes confessions détruisit rapidement les barrières sectaires en Ontario. La Society fonctionne toujours aujourd'hui.

## Benevolent Irish Society
En 1806, la Benevolant Irish Society (BIS) fut fondée comme une organisation philanthropique à Saint-Jean, Terre-Neuve. L'adhésion était ouverte à tous les résidents terre-neuviens adultes qui étaient irlandais de naissance ou de descendance, peu importe la confession religieuse. La BIS fut fondée comme organisation sociale charitable et fraternelle de la classe moyenne, sur les principes de "bienveillance et philanthropie", et son but premier était d'apporter les compétences nécessaires pour améliorer la condition des pauvres. Aujourd'hui la société est toujours active à Terre-Neuve. C'est l'organisation philanthropique la plus ancienne d'Amérique du Nord.